# Boscia senegalensis
Boscia senegalensis (лат.) — кустарник, вид рода Босция (Boscia) семейства Каперсовые (Capparaceae). Произрастает в Западной Африке, является традиционным пищевым растением у многих местных племён.

## Ботаническое описание

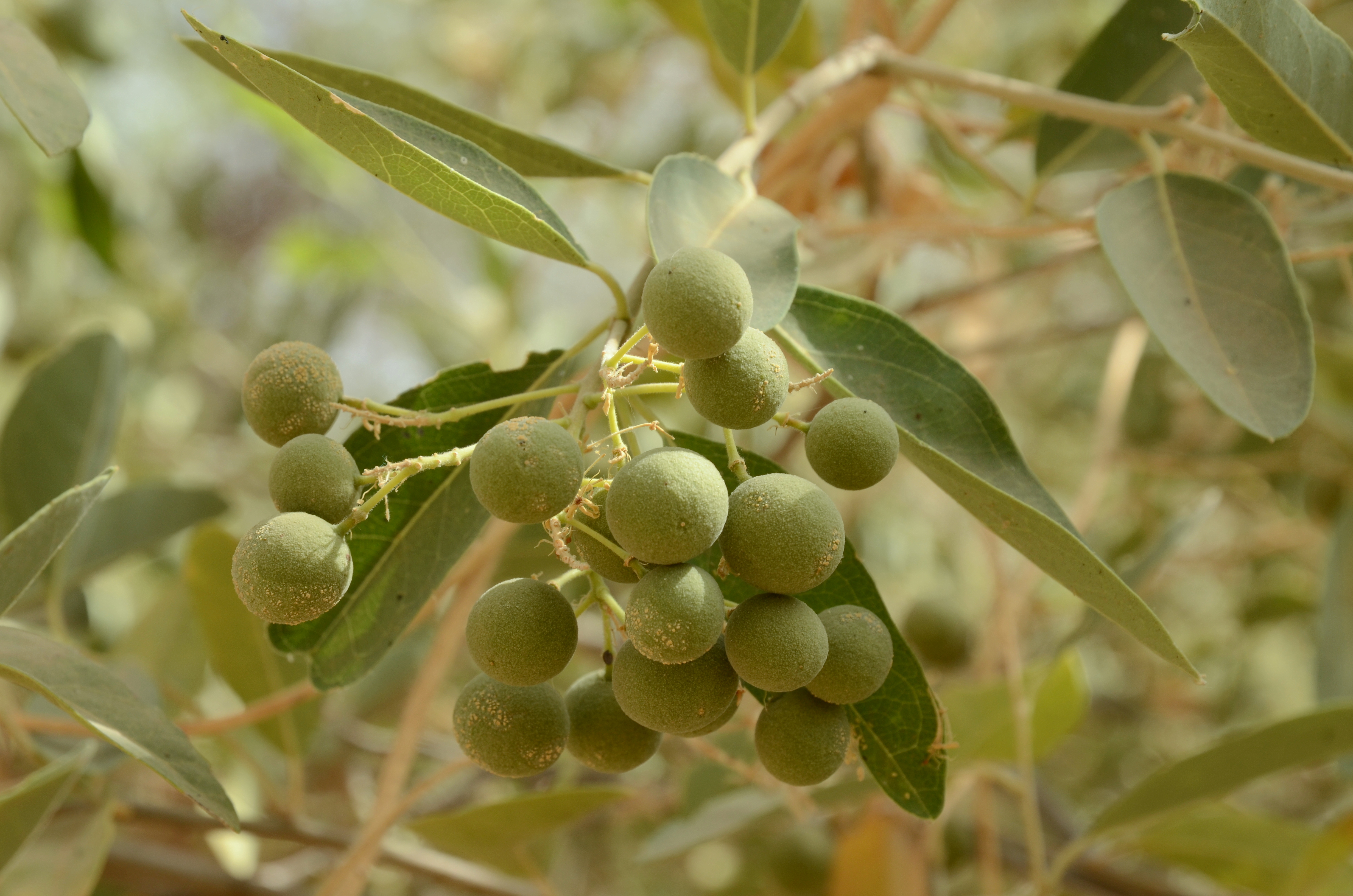
Гроздь незрелых плодов.

Boscia senegalensis — вечнозелёный кустарник, произрастающий в регионе Сахель в Африке, может расти от 2 до 4 м в высоту. Листья длинные и кожистые, достигают 12 см в длину и 4 см в ширину. Плоды — жёлтые округлые ягоды диаметром до 1,5 см — собраны на ветвях в небольшие кластеры. Каждый плод содержат от 1 до 4 семян, которые при созревании приобретают зеленоватый оттенок.

## Распространение
Boscia senegalensis встречается в дикой природе в регионе Сахель в Африке. В настоящее время эта босция растёт в таких странах как: Алжир, Бенин, Буркина-Фасо, Камерун, ЦАР, Чад, Гана, Гвинея, Кения, Мали, Мавритания, Нигер, Нигерия, Сенегал, Сомали, Судан и Того.

## Использование
Boscia senegalensis признана в качестве потенциального решения проблемы голода и защиты от голода в Сахельском регионе благодаря разнообразию полезных продуктов, которые из него можно получить. Из плодов B. senegalensis производятся продукты для потребления, бытовых нужд, а также для использования в медицине и сельском хозяйстве.
Растение особенно широко используется в Африке племенами хауса (Нигер) и фульбе в Западной Африке. Во время голода 1984—1985 годов сообщалось, что B. senegalensis была наиболее широко потребляемой пищей как в Судане, так и в Дарфуре, на которую полагалось более 94 % жителей северного Дарфура.

## Галерея

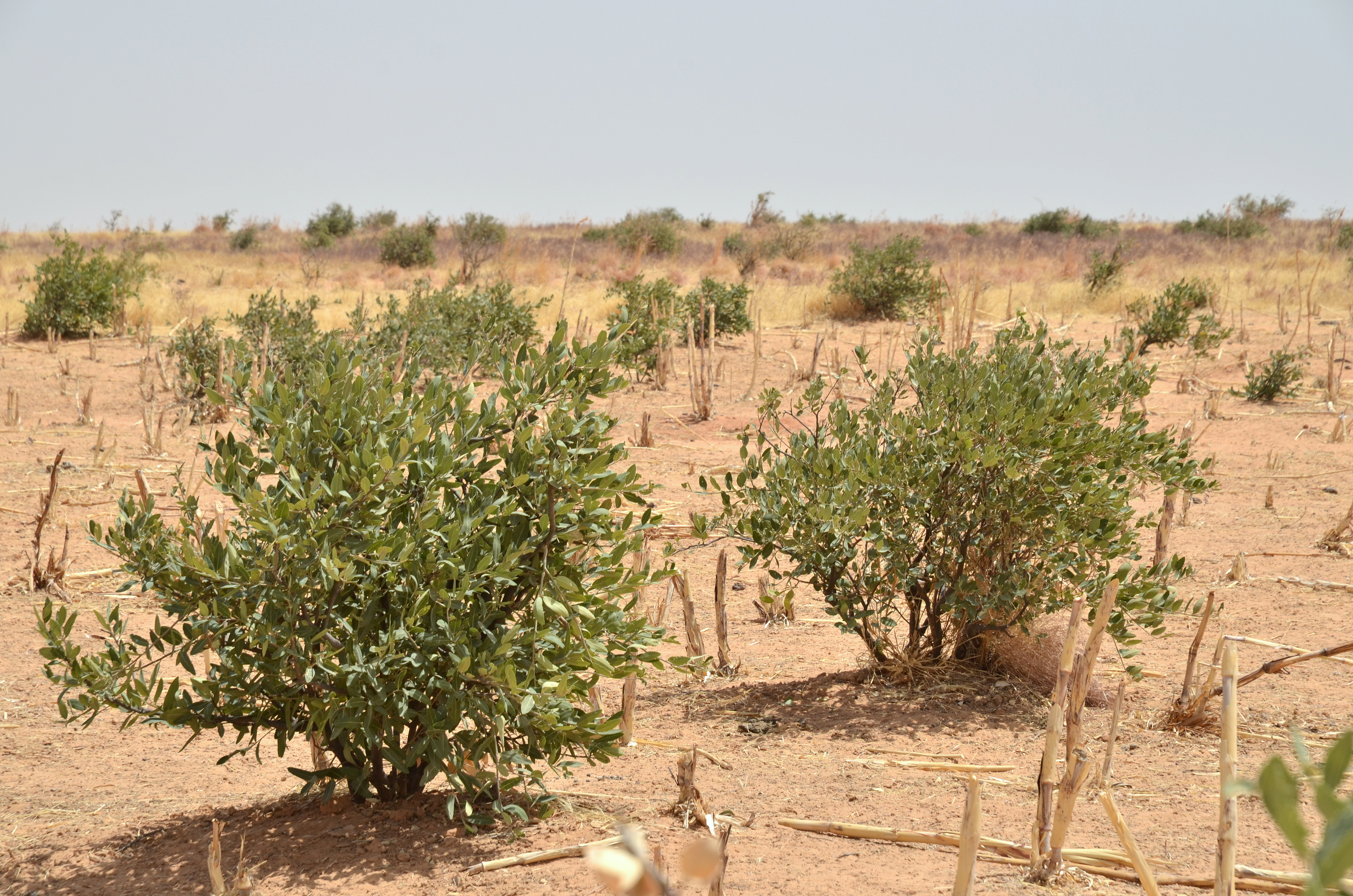
Общий вид растений в поле
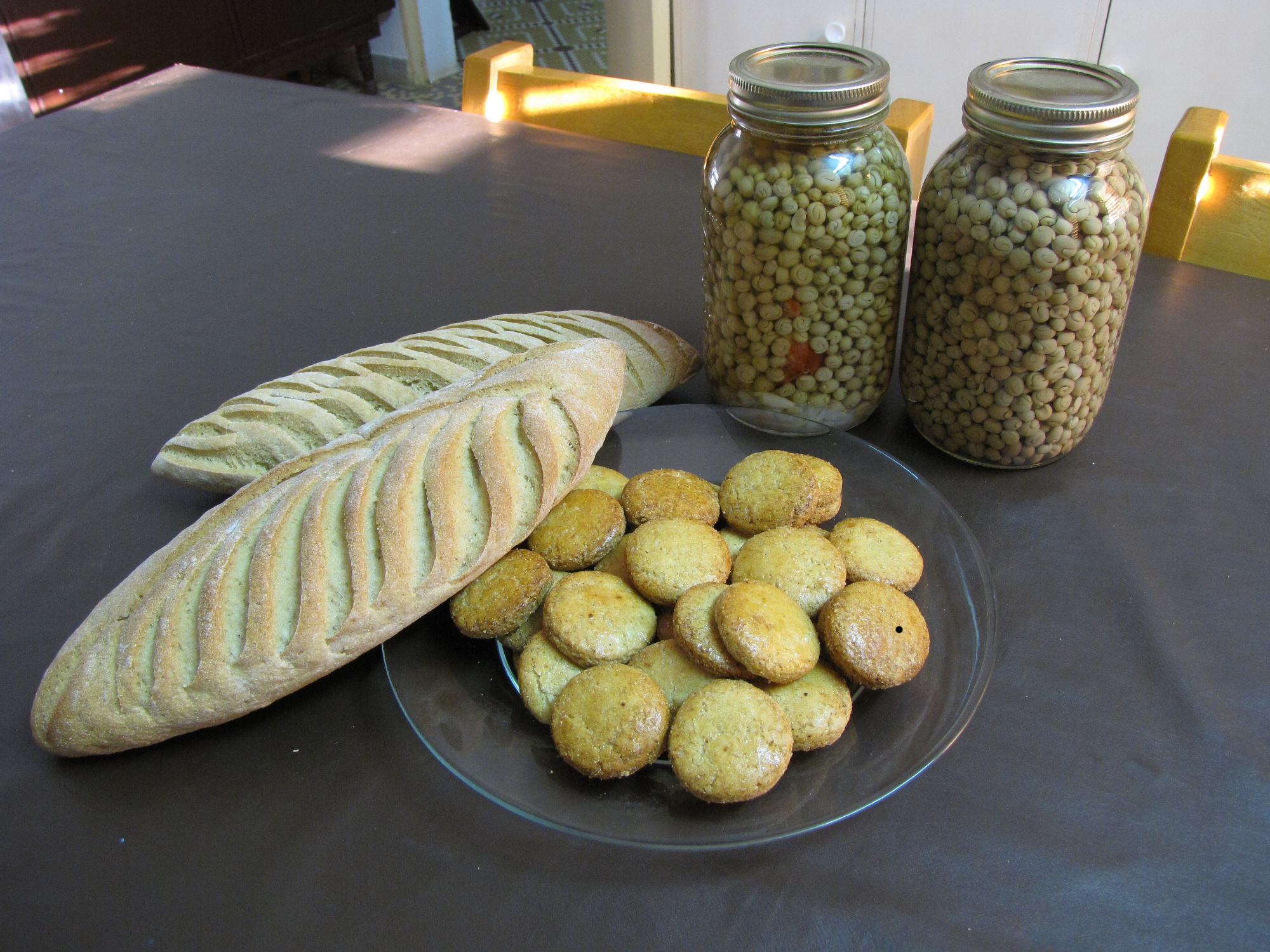
Продукты, получаемые из плодов: хлеб-ханза, печенье и консервированные фрукты
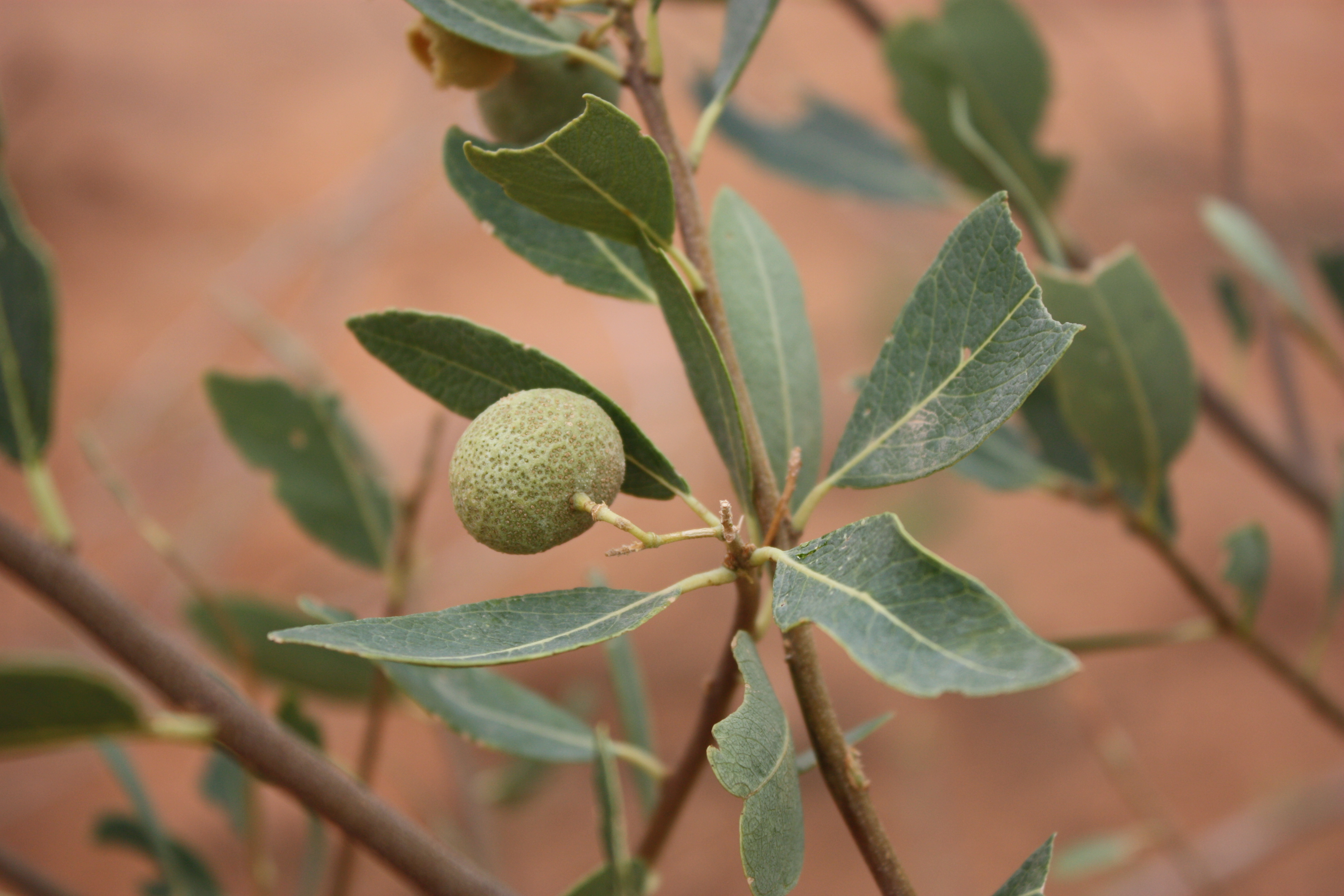
Плод B. senegalensis